# Mercedes Fontecilla
 María de las Mercedes Josefa Fontecilla y Fernández de Valdivieso (Santiago, 18 de junio de 1799 - ibídem, 5 de mayo de 1853) fue la cónyuge de José Miguel Carrera y, en esta calidad se convirtió en primera dama de Chile ya que al casarse este presidía la Junta de Gobierno de 1814.

## Biografía
Hija de Diego Antonio de Fontecilla y Palacios y de Rosa Fernández de Valdivieso y Portusagasti, se casó con su primo José Miguel de la Carrera y Verdugo el 20 de agosto de 1814.
Tuvieron cinco hijos: Francisca Javiera, Roberta, Rosa, Josefa y José Miguel, quien nació después de la muerte del prócer y fue padre de Ignacio Carrera Pinto, héroe de la Guerra del Pacífico.
Después de la derrota en la batalla de Rancagua, emigró a Argentina junto a su marido. Mercedes lo siguió durante todas sus campañas y se le permitió retornar a Chile en 1821.
Después de la ejecución de su esposo, ocurrida ese año, se casó con Diego José Benavente y Bustamante, con quien tuvo otros cuatro hijos: Benjamín, Mercedes, Mariana y Carolina.
Murió en Santiago a los 53 años de edad. Su tumba se encuentra en una loza funeraria en la cripta de la basílica de la Merced.